# Církevní provincie Fort-de-France
Církevní provincie Fort-de-France je římskokatolickou církevní provincií, ležící na území Martiniku, Guadeloupe a Francouzské Guyany ve Francii. V čele provincie stojí arcibiskup–metropolita ze Saint-Pierre a Fort-de-France. Provincie vznikla v roce 26. září 1967. Současným metropolitou je arcibiskup Gilbert Méranville.

## Historie
Provincie vznikla spolu s povýšením diecéze Saint-Pierre a Fort-de-France na metropolitní arcidiecézi 26. září 1967, se dvěma sufragánními diecézemi. 

## Členění
Území provincie se člení na tři diecéze:
- Arcidiecéze Saint-Pierre a Fort-de-France, založena 27. září 1850, na metropolitní arcidiecézi povýšena 26. září 1967
  - Diecéze Basse-Terre, založena 27. září 1850
  - Diecéze kayenská, založena jako apoštolská prefektura roku 1651, na apoštolský vikariát povýšena 10. ledna 1933, na diecézi povýšena 29. února 1956

Biskupové těchto tří diecézí jsou členy Francouzské biskupské konference a Antilské biskupské konference.